# Woolage Village
Woolage Village est une localité du comté du Kent, en Angleterre.